# 圣洛朗核电站
圣洛朗核电站，全称圣洛朗德索核电站（法語：Centrale nucléaire de Saint-Laurent-des-Eaux），位于法国卢瓦-谢尔省圣洛朗-努昂，距离布卢瓦28公里，奥尔良30公里。
该地点包括两个运行的压水反应堆（每个900MWe），于1983年开始投入运行，由卢瓦尔河的水冷却。
曾经存在的另外两个UNGG反应堆，于1969年和1971年投入投入使用，并且于1990年4月和1992年6月退役。
该核电站雇佣有大约670名正式员工。

## 事故
在1969年10月17日，气冷反应堆之一有50千克铀开始融化。此事件被分类国际核事件分级表（INES）为4级事故，和截至在2011年12月这是在法国最严重的民用核能事故。

## 图集

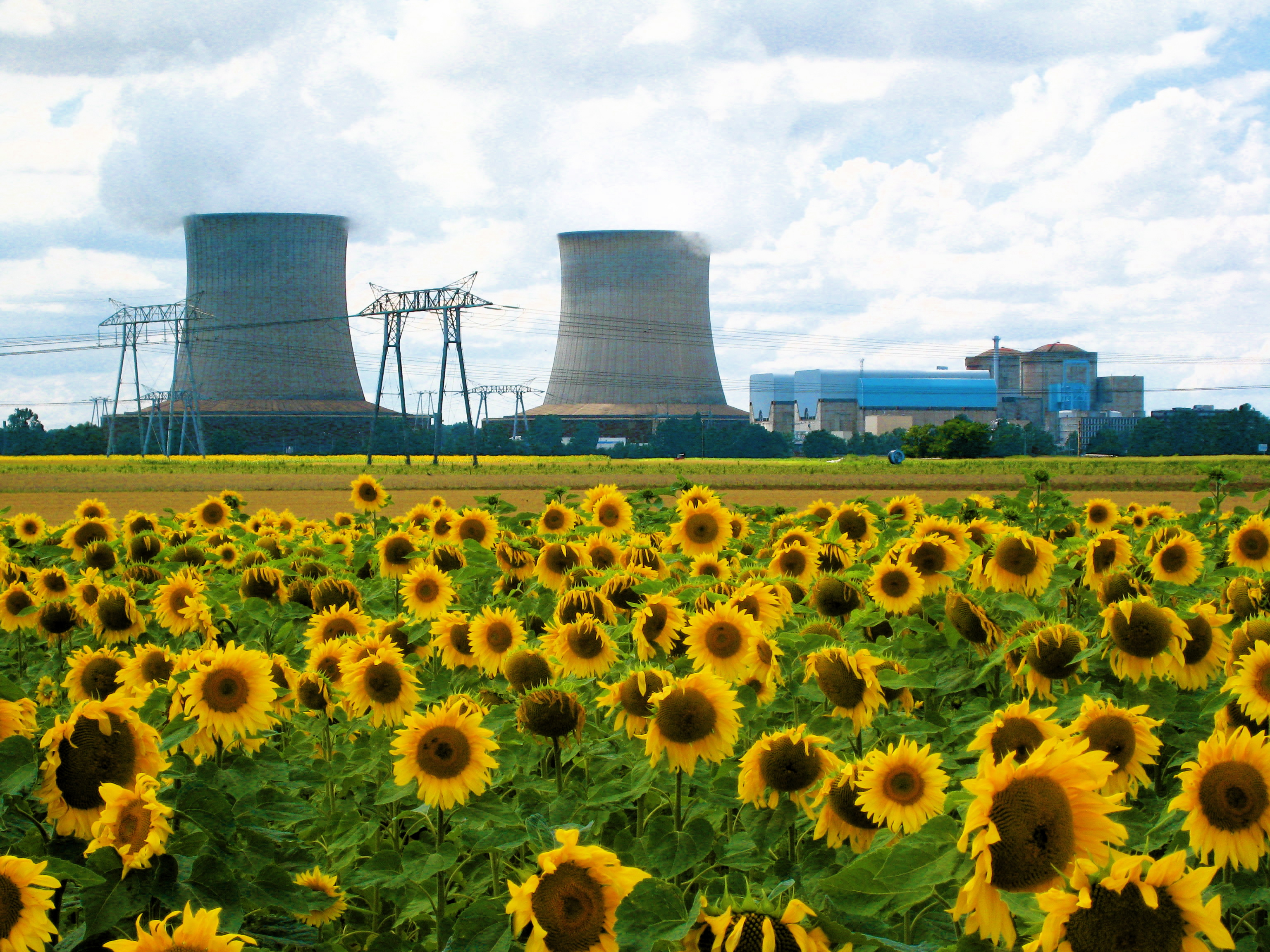
向日葵与核电站
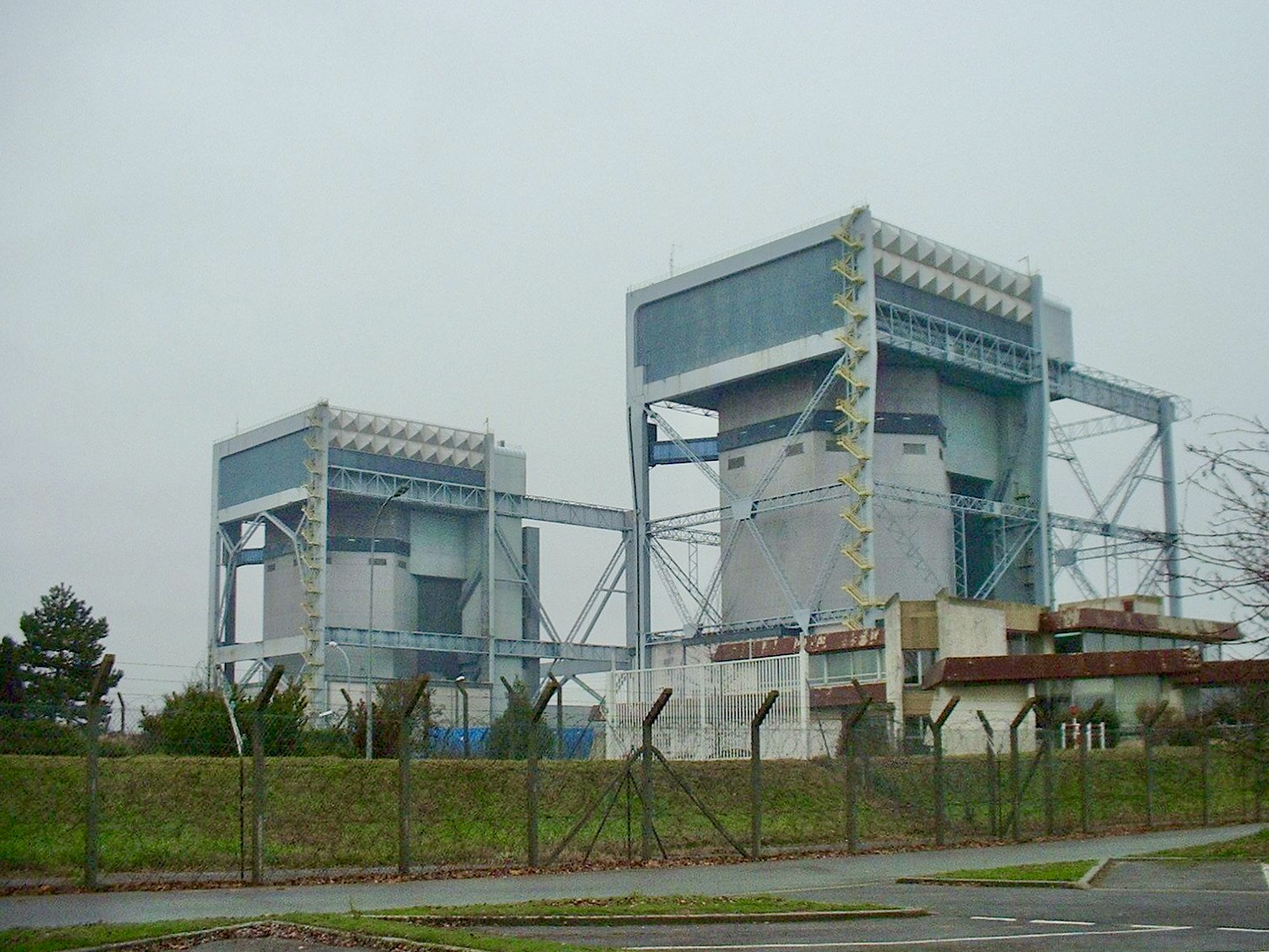
两台机组
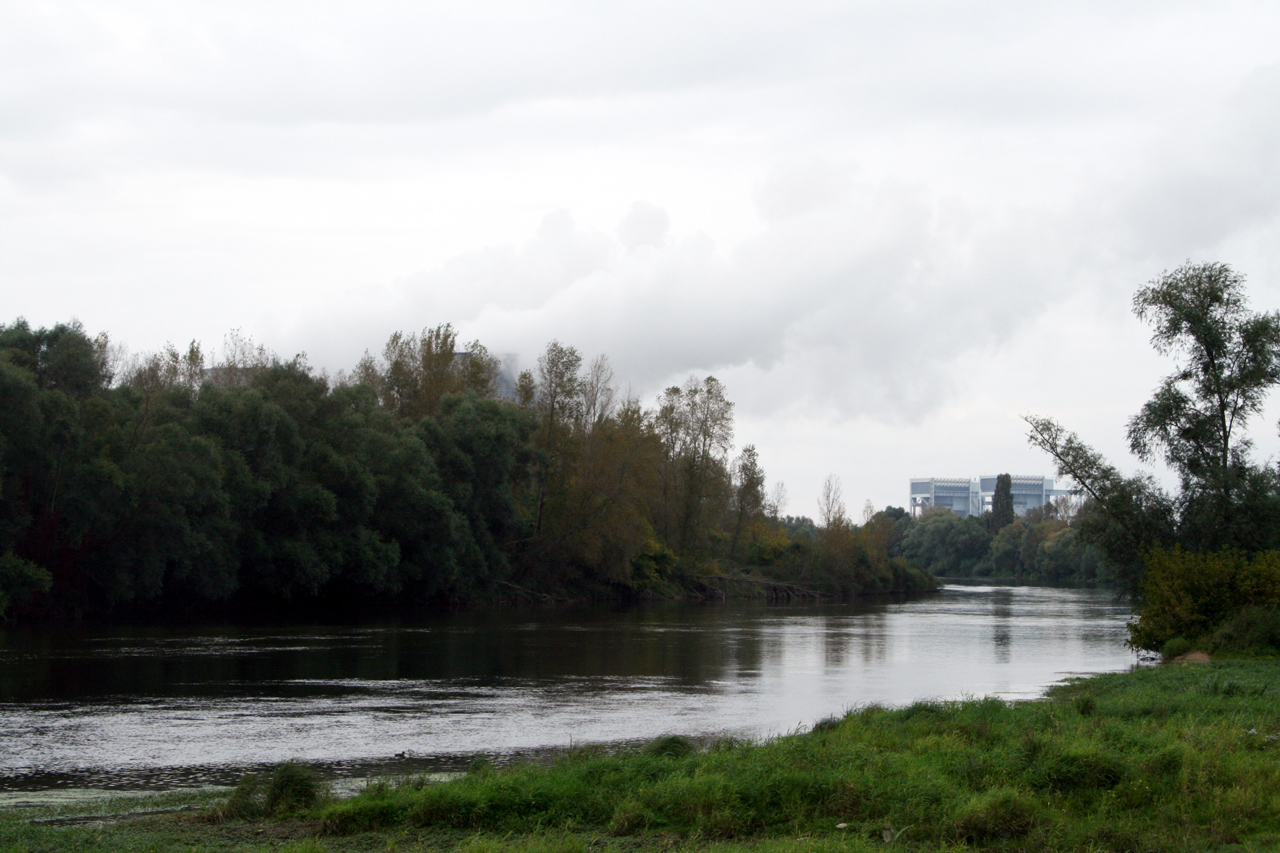
两台机组
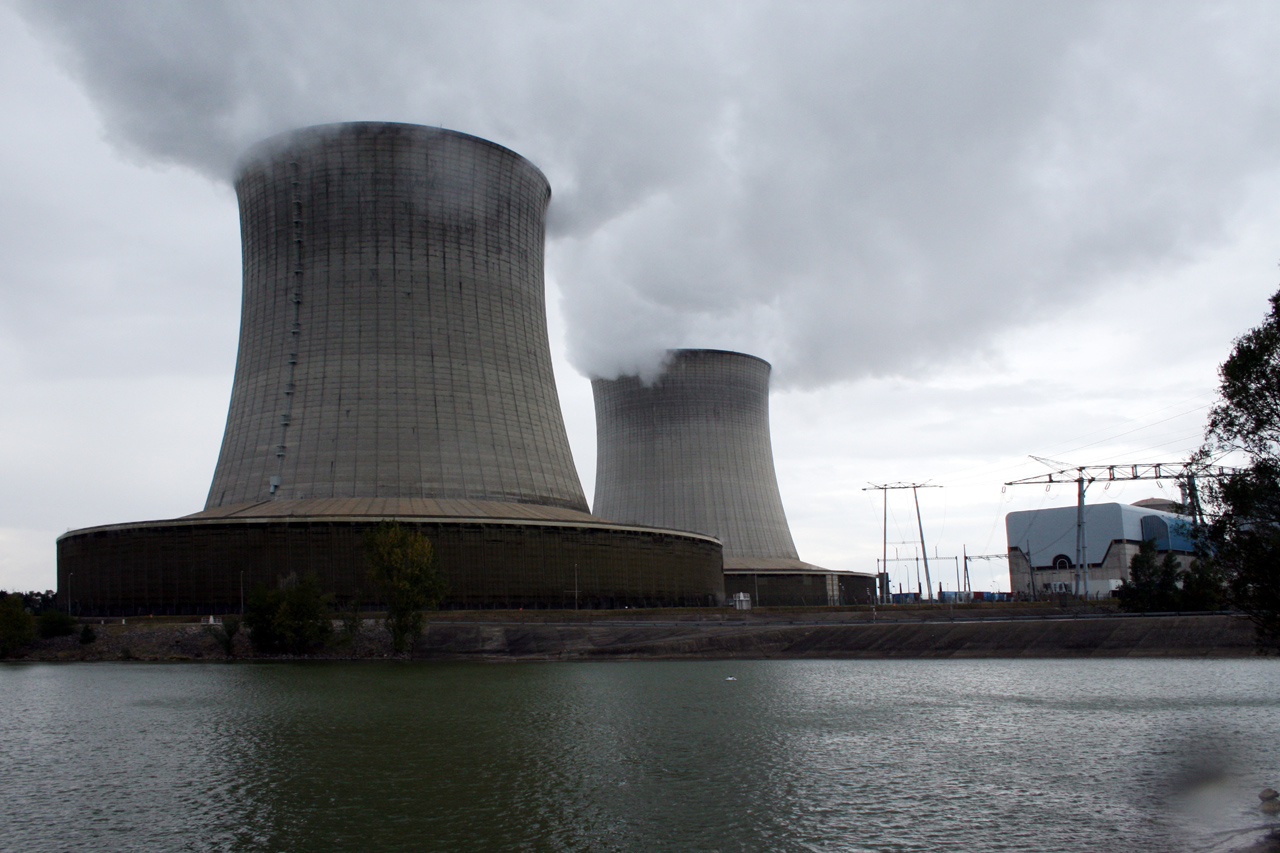
核电站